# Via Mala

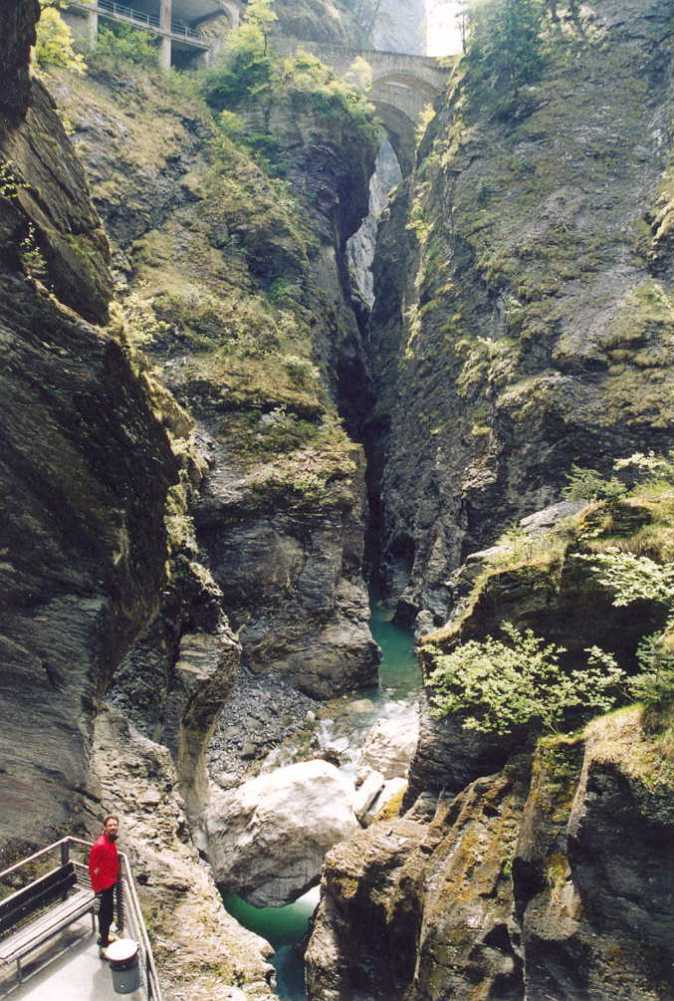
Un tronson îngust din Via mala

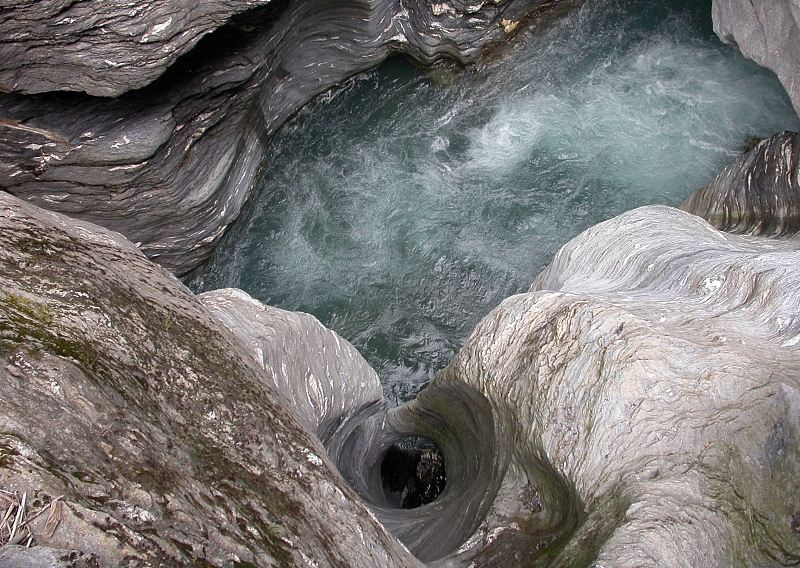
Un vârtej

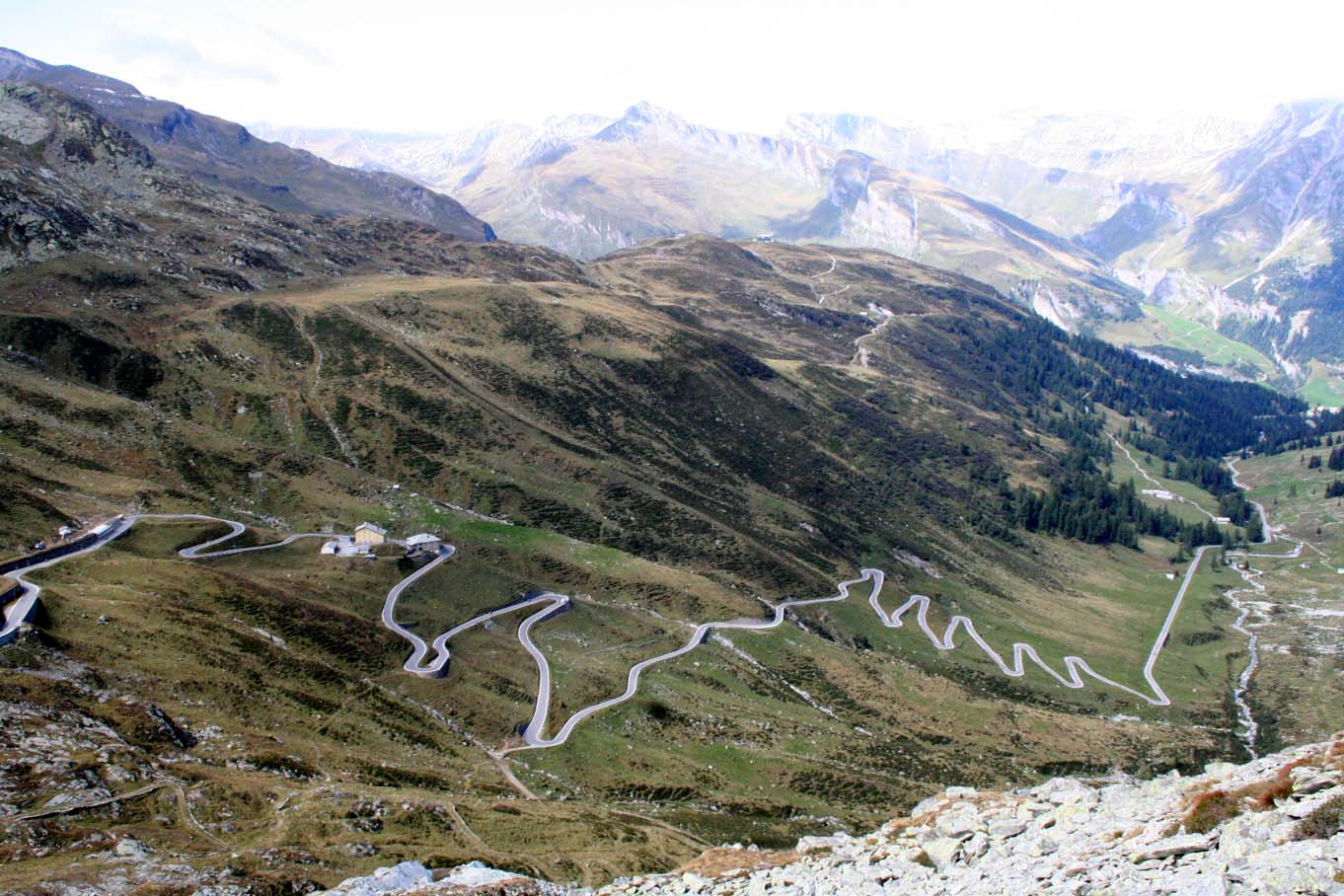
Passo dello Spluga

Via mala sau Viamala înseamnă în limba retoromană Drum rău. În trecut era numit drumul de-a lungul Rinului Posterior între localitățile Thusis și Zillis-Reischen, din cantonul Graubünden, Elveția. Drumul îngust și prăpăstios trecea prin cheile adânci din Alpii elvețieni, aproape de izvoarele Rinului. Acest tronson era cel mai dificil traseu al drumului prin pasurile Splüg (Passo dello Spluga) și San Bernardino (Passo del San Bernardino) spre Chur.

## Istoric
Cercetările lui Armon Planta dovedesc că acest drum a fost folosit deja din timpul romanilor, nu s-a clarificat dacă a fost travesat și cu care romane. În anul 1473 episcopul din Chur, amintește într-o scrisoare de starea proastă în care se afla drumul, care era numit prin secolul XIII Via Mala. Ca urmare a acestei scrisori s-au luat măsuri de îmbunătățire a drumului roman și s-au înlocuit unele poduri de lemn cu poduri de piatră, ca de exemplu Punt da Tgiern.
Între anii 1738 – 1739 meșterul Christian Wildener din Davos va construi două poduri, cu care se putea ocoli porțiunea cea mai periculoasă a drumului, unul dintre ele există și în prezent. Sub conducerea lui Richard La Nicca, între anii 1818 – 1821 s-a construit un drum nou cu tunel, fiind aruncate în aer câteva stânci.
În anul 1834 o inundație distruge tronsonul de la podul Punt da Tgiern, fiind construit un traseu nou abia în anul 1836. Din anul 1967 autostrada 13 travesează printr-un tunel (742 m) și un pod, partea sudică a drumului Via Mala.

## Literatură
- Armon Planta: Verkehrswege im alten Rätien Band 4. Verlag Bündner Monatsblatt, Chur 1990. ISBN 3-905241-06-4
- Friedrich Pieth: Bündnergeschichte. 2. Auflage. Verlag F. Schuler, Chur 1982. ISBN 3-85894-002-X